# Chorizopes frontalis
Chorizopes frontalis är en spindelart som beskrevs av O. Pickard-Cambridge 1870. Chorizopes frontalis ingår i släktet Chorizopes och familjen hjulspindlar. Inga underarter finns listade i Catalogue of Life.